# Erendiz Atasü
Erendiz Atasü (* 1947 in Ankara) ist eine türkische Schriftstellerin.

## Leben
Atasü studierte Pharmazie an der Universität ihrer Geburtsstadt und schloss mit Promotion ab. Danach war sie dort bis 1997 als Dozentin für Pharmakognosie tätig.
Ab 1981 tritt sie als Erzählerin hervor. 1996 wurde Erendiz Atasü für ihren Roman Dağın Öteki Yüzü mit dem Orhan-Kemal-Preis, dem angesehensten Literaturpreis der Türkei, geehrt. 1997 erhielt sie den Yunus-Nadi-Preis sowie 1998 den Haldun-Taner-Preis für die Erzählungen Taş Üstüne Gül Oyması. Neben zahlreichen Übersetzungen ins Englische, Französische und Niederländische, wurde u. a. der Erzählband Das Lied des Meeres ins Deutsche übertragen.

## Werke
- 1983 Kadınlar da Vardır (Women Also Exist), Erzählungen
- 1985 Lanetliler (The Damned), Erzählungen[1]
- 1988 Dullara Yas Yakışır (Mourning Becomes the Widow), Erzählungen
- 1992 Onunla Güzeldim (Beautiful with Him), Erzählungen
- 1995 Dağın Öteki Yüzü (The Other Side of the Mountain), Roman
- 1997 Taş Üstüne Gül Oyması (Roses engraved in Marbel), Kurzgeschichten
- 1998 Uçu (Evanessence), Erzählungen
- 1999 Gençliğin O Yakıcı Mevsimi (That Scorching Season of Youth), Roman
- 2000 Benim Yazarlarım (My Writers), Essays
- 2001 Kadınlığım, Yazarlığım, Yurdum (My Womanhood, Authorship and My Country), Essays
- 2002 Bir Yaşdönümü Rüyası (Midlife Dream), Roman
- 2003 İmgelerin İzi (Reflections of Images), Essays
- 2004 Kavram ve Slogan (Concept and Slogan), Essays
- 2006 Açıkoturumlar Çağı (The Age of Open Debate), Roman
- 2008 İncir Ağacının Ömümü (Death of a Fig Tree), Kurzgeschichten
- 2008 Düşünce Sefaletinin Kıskacında (In the Trap of Miserable Thinking), Essays

## Auszeichnungen
- 1996 Orhan-Kemal-Literaturpreis
- 1997 Yunus-Nadi-Preis
- 1998 Haldun-Taner Preis

## Ausgaben
- Wolfgang Riemann (Hrsg.): Modern türk öyküleri. Moderne Türkische Erzählungen. Deutscher Taschenbuch Verlag, München 2007, ISBN 978-3-423-09471-9 (zweisprachig)
- Börte Sagaster (Hrsg.): Liebe, Lügen und Gespenster. Unionsverlag, Zürich 2006, ISBN 978-3-293-10006-0
- Christel Schütte (Übers.): Das Lied des Meeres. Nachwort: Beatrix Caner. Literaturca Verlag, Frankfurt 2004, ISBN 978-3935535076

## Forschungsliteratur
- Nil Korkut-Nayki (2014): "Woman's Writing and the Body in a Turkish Context: Erendiz Atasü's The Other Side of the Mountain", in: Middle Eastern Literatures, Volume 17, Issue 3, pages 223–237.